# سلحفاة عنكبوتية
السلحفاة العنكبوتية هي نوع من السلاحف البرية متوطّن في مدغشقر (لا يعيش في أيّ مكانٍ آخر بالعالم)، وهي أحد نوعين فقط يضمُّهما جنس بيكسز. المعلومات المعروفة عن حياة هذه السلحفاة شحيحةٌ جداً، لكن يعتقد أنها تضع بيضةً واحدةً بعد كل تزاوج، وتعيش حتى نحو 70 عاماً. يصنفها الاتحاد العالمي للحفاظ على الطبيعة كنوعٍ معرض للخطر للغاية، حيث إنَّ الأفراد المتبقية منها لا تعيش إلا في جنوب غربي جزيرة مدغشقر، حيث تعيش على السواحل الرملية بين النباتات الشوكية، وتتغذى على أوراق النباتات ويرقات الحشرات.